# Dolmen Roza das Modias
Le dolmen Roza das Modias est un dolmen situé dans la commune de Vilalba, dans la province de Lugo, en Galice.

## Description
Ce site mégalithique est une chambre funéraire composée de huit orthostates. Il présente des traces du couloir, mais ne conserve pas la couverture. Trois des pierres dressées présentent des gravures en forme de vague, donnant lieu à des interprétations sur les druides, les croyances solaires ou le symbolisme de la fertilité.
Il a été déclaré Bien d'intérêt culturel en 2011.

## Galerie

Gravures de Rozas sa Modias
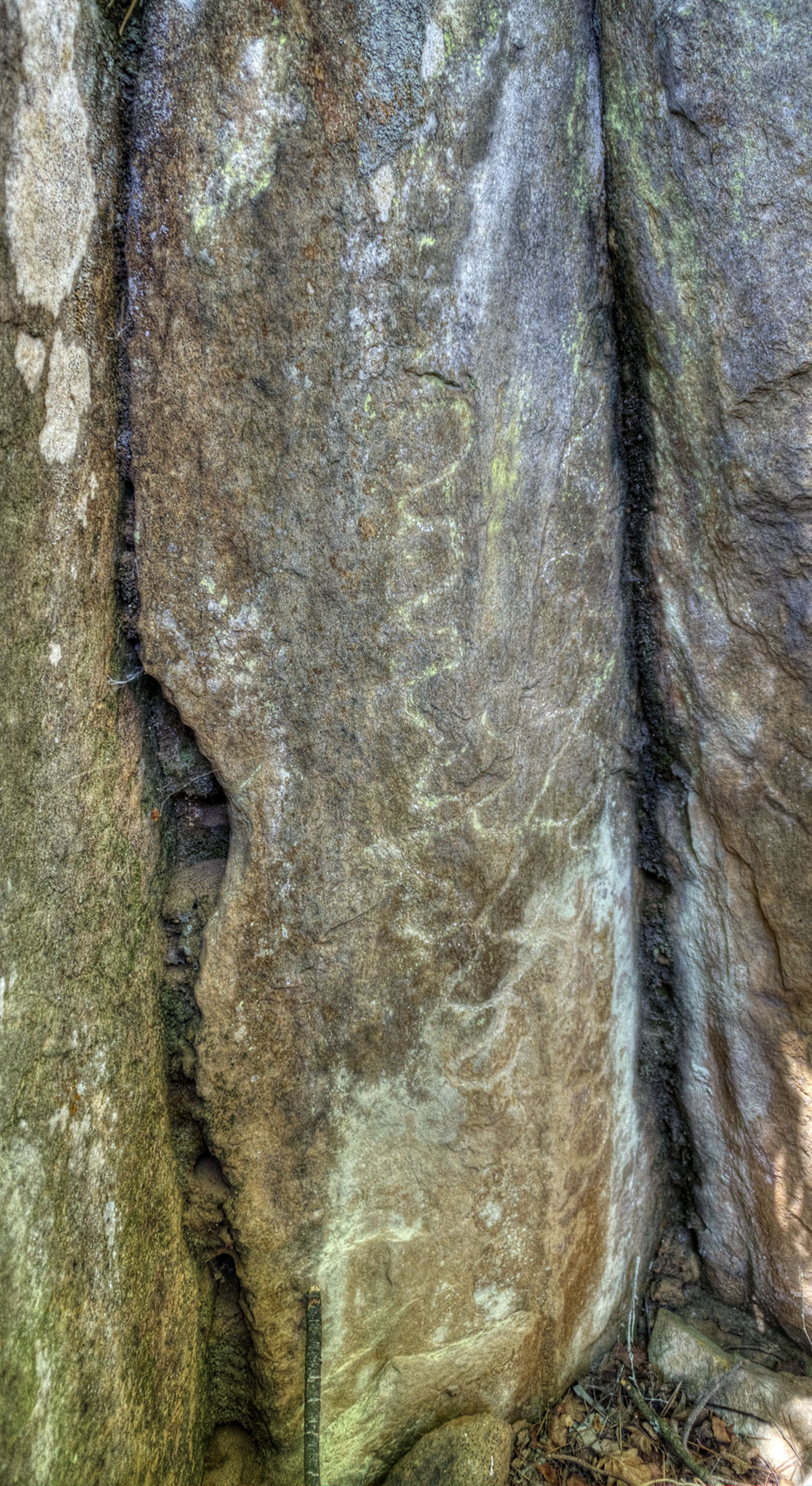

### Liens connexes
- Liste des sites mégalithiques en Galice